# Phaonia datongensis
Phaonia datongensis är en tvåvingeart som beskrevs av Xue och Wang 1986. Phaonia datongensis ingår i släktet Phaonia och familjen husflugor. Inga underarter finns listade i Catalogue of Life.